# Trine Hattestad
Elsa Katrine (Trine) Solberg-Hattestad (Lørenskog, 18 april 1966) is een voormalige Noorse speerwerpster. Ze was olympisch kampioene, wereldkampioene en veertienvoudig Noors kampioene op dit onderdeel.

## Biografie

### Internationale debuut
In haar jeugd was Trine Solberg een zeer goed handbalspeelster, maar op haar dertiende stapte ze over op het speerwerpen. Ze maakte haar internationale debuut in 1981 op de Europese kampioenschappen voor junioren in Utrecht. Daar werd ze vijfde. Twee jaar later won ze een zilveren medaille op de EK voor junioren in het Oostenrijkse Schwechat.

### Geschorst en vrijgesproken
Eind jaren tachtig speelde Trine Solberg een belangrijke rol bij het verlies van de olympische accreditatie van het dopinglaboratorium in Utrecht. Tijdens een Europa Cupwedstrijd in Brussel werd ze gecontroleerd en haar urine zou wijzen op dopinggebruik, aldus de toenmalige leider van het laboratorium, professor Van Rossum. Bij nader onderzoek werd echter een te grote variatie in de gevonden waarden gevonden en de al opgelegde schorsing voor twee jaar werd na enkele maanden opgeheven.
Hattestad probeerde enige tijd vergeefs een schadevergoeding te krijgen van de Noorse bond. Uiteindelijk kwamen atlete en bestuur overeen, dat de bond de kosten van haar advocaat zou vergoeden. "Ik nam het de bond kwalijk dat ze me slecht hebben geïnformeerd over mijn rechten. Ik heb er indertijd ook nog wel aan gedacht het Nederlandse laboratorium aan te klagen, of de IAAF", zo kijkt de Noorse terug. "Maar toen ik eenmaal vrijgesproken was wilde ik de hele geschiedenis het liefst zo snel mogelijk achter me laten. In Amerika zijn ze verder met dit soort procedures, wij moesten alles zelf uitzoeken".

### Comeback na zwangerschap
Inmiddels was Trine Hattestad zwanger geraakt en in 1990 werd zoon Joachim geboren. "Ik heb een half jaar niets aan sport gedaan, door de zwangerschap en de problemen". De comeback was zwaar. "Ik weet dat sommige atletes merken dat ze sterker terugkeren na een zwangerschap, maar dat geldt vooral voor de duursporters", aldus Hattestad. "Ik moet het hebben van explosiviteit en snelheid en die waren er niet beter op geworden".
Des te opmerkelijker is het dat Trine Hattestad haar grootste successen behaalde in het begin van de jaren negentig. In 1993 werd ze in Stuttgart wereldkampioene en in 1994 Europees kampioene. Op de Olympische Spelen van Atlanta in 1996 won ze een bronzen medaille achter de Finse Heli Rantanen en de Australische Louise McPaul. In het jaar erop prolongeerde ze haar wereldtitel. Op het WK 1999 in Sevilla verloor ze deze weer en moest ze genoegen nemen met het brons.

### Wereldrecord en olympisch kampioene
Op 28 juni 2000 wierp Trine Hattestad in Oslo een wereldrecord van 69,48 m. Dat jaar werd ze ook onderscheiden met de titel Europees atlete van het jaar. Een jaar later werd dit record met twee meter verbroken door de Cubaanse Osleidys Menéndez.
Op de Olympische Spelen van Sydney in 2000 won Hattestad de wedstrijd bij het speerwerpen en bekroonde ze haar sportcarrière.
Trine Solberg-Hattestad is getrouwd met Anders Hattestad. Samen hebben ze vier kinderen.

## Titels
- Olympisch kampioene speerwerpen - 2000
- Wereldkampioene speerwerpen - 1993, 1997
- Europees kampioene speerwerpen - 1994
- Noors kampioene speerwerpen - 1983, 1984, 1985, 1986, 1988, 1989, 1991, 1992, 1993, 1994, 1996, 1998, 1999, 2000

## Persoonlijke records
| Onderdeel   | Prestatie       | Datum        | Plaats |
| ----------- | --------------- | ------------ | ------ |
| speerwerpen | 69,48 m (ex-WR) | 28 juli 2000 | Oslo   |

## Wereldrecords
- 68,19 m - Fana, 28 juli 1999
- 68,22 m - Rome, 30 juni 2000
- 69,48 m - Oslo, 28 juli 2000

## Palmares

### speerwerpen
Kampioenschappen
- 1981: 5e EJK
- 1983:  EJK - 61,40 m
- 1984: 5e OS - 64,52 m
- 1985:  Europacup C - 64,66 m
- 1987:  Europacup B - 65,76 m
- 1988: 18e OS - 58,82 m
- 1989:  Europacup C - 62,42 m
- 1992:  IAAF Grand Prix - 66,58 m
- 1992: 5e OS - 63,54 m
- 1993:  WK - 69,18 m
- 1994:  EK - 68,00 m
- 1994:  Europacup C - 61,28 m
- 1994:  Wereldbeker - 66,48 m
- 1994:  Goodwill Games - 65,74 m
- 1994:  IAAF Grand Prix - 67,04 m
- 1995:  Europacup B - 66,18 m
- 1996:  OS - 64,98 m
- 1997:  WK - 68,78 m
- 1997:  Europacup B - 68,58 m
- 1998:  Europacup B - 66,96 m
- 1998:  IAAF Grand Prix - 67,26 m
- 1998: 4e EK
- 1999:  WK - 66,06 m
- 2000:  Europacup B - 66,96 m
- 2000:  IAAF Grand Prix - 65,86 m
- 2000:  OS - 68,91 m

Golden League-overwinningen
- 1998: Golden Gala - 67,23 m
- 1998: Herculis - 65,71 m
- 1998: Weltklasse Zürich - 69,59 m
- 1998: Memorial Van Damme - 66,22 m
- 2000: Golden Gala - 68,22 m
- 2000: Bislett Games - 69,48 m
- 2000: Weltklasse Zürich - 66,50 m
- 2000: Memorial Van Damme - 67,76 m
- 2000: ISTAF - 68,32 m

## Onderscheidingen
- Europees atlete van het jaar - 2000

1932: Babe Zaharias ·
1936: Tilly Fleischer ·
1948: Herma Bauma ·
1952: Dana Zátopková ·
1956: Inese Jaunzeme ·
1960: Elvīra Ozoliņa ·
1964: Mihaela Peneș ·
1968: Angéla Németh ·
1972: Ruth Fuchs ·
1976: Ruth Fuchs ·
1980: María Colón ·
1984: Tessa Sanderson ·
1988: Petra Felke ·
1992: Silke Renk ·
1996: Heli Rantanen ·
2000: Trine Hattestad ·
2004: Osleidys Menéndez ·
2008: Barbora Špotáková ·
2012: Barbora Špotáková ·
2016: Sara Kolak ·
2020: Liu Shiying ·
2024: Haruka Kitaguchi
1983 Tiina Lillak ·
1987 Fatima Whitbread ·
1991 Xu Demei ·
1993 Trine Hattestad ·
1995 Natalja Sjykolenko ·
1997 Trine Hattestad ·
1999 Mirela Maniani ·
2001 Osleidys Menéndez ·
2003 Mirela Maniani ·
2005 Osleidys Menéndez ·
2007 Barbora Špotáková ·
2009 Steffi Nerius ·
2011 Barbora Špotáková ·
2013 Christina Obergföll ·
2015 Katharina Molitor ·
2017 Barbora Špotáková ·
2019 Kelsey-Lee Barber ·
2022 Kelsey-Lee Barber ·
2023 Haruka Kitaguchi